# 카프카의 연인 밀레나
《카프카의 연인 밀레나》(Milena, The Lover)는 프랑스에서 제작된 베라 벨몽 감독의 1991년 영화이다. 발레리 카프리스키 등이 주연으로 출연하였고 베라 벨몽 등이 제작에 참여하였다.

## 출연

### 주연
- 발레리 카프리스키
- 스테이시 키치
- 닉 맨쿠소

### 조연
- 필립 앵글림
- 필립 캐로잇
- 피터 갤러거

## 기타
- 의상: 올가 베를루티